# 韋爾赫內 (圖爾卡區)
49°2′45″N 22°57′10″E / 49.04583°N 22.95278°E
韋爾赫內（烏克蘭語：Верхнє），是烏克蘭西部的村莊，隸屬利維夫州的桑比爾區。該村處於亞沃里夫卡河畔，始建於1564年，面積1.3平方公里，海拔高度699米，2001年人口877。